# Stevenson (Washington)
Stevenson az Amerikai Egyesült Államok északnyugati részén, Washington állam Skamania megyéjében elhelyezkedő város, a megye székhelye. A 2010. évi népszámlálási adatok alapján 1465 lakosa van.

## Történet
A település névadója George H. Stevenson; a helységet az 1880-as években alapította a Stevenson család.
1893-ban a bérleti díjakkal kapcsolatos vita miatt a megyei iratokat egy csoport Cascadesből Stevensonba szállította; a település egy éjszaka alatt vált megyeszékhellyé. Stevenson 1907. december 26-án kapott városi rangot. 1908-ban a vasút elérte a települést; ekkor a járdákat leburkolták, valamint a lakosokat kérték, hogy ne engedjék haszonállataikat felügyelet nélkül az utcára.

## Éghajlat
A város éghajlata mediterrán (a Köppen-skála szerint Csb).
| Hónap                         | Jan.  | Feb.  | Már. | Ápr. | Máj. | Jún. | Júl. | Aug. | Szep. | Okt. | Nov.  | Dec.  | Év    |
| ----------------------------- | ----- | ----- | ---- | ---- | ---- | ---- | ---- | ---- | ----- | ---- | ----- | ----- | ----- |
| Rekord max. hőmérséklet (°C)  | 17,8  | 20,0  | 23,9 | 31,1 | 36,7 | 40,0 | 41,7 | 41,7 | 37,8  | 30,0 | 26,7  | 17,8  | 41,7  |
| Átlagos max. hőmérséklet (°C) | 6,7   | 8,9   | 12,8 | 16,1 | 19,4 | 22,8 | 26,7 | 26,7 | 23,9  | 17,8 | 10,6  | 6,1   | 16,6  |
| Átlagos min. hőmérséklet (°C) | 1,7   | 2,2   | 3,9  | 6,1  | 8,9  | 11,7 | 13,9 | 13,9 | 11,7  | 8,3  | 4,4   | 1,7   | 7,4   |
| Rekord min. hőmérséklet (°C)  | −20,6 | −20,6 | −7,2 | −3,3 | −0,6 | 2,8  | 6,1  | 8,3  | 1,1   | −2,2 | −12,8 | −18,0 | −20,6 |
| Átl. csapadékmennyiség (mm)   | 278   | 231   | 206  | 156  | 103  | 84   | 23   | 28   | 68    | 159  | 321   | 318   | 1975  |
| Forrás: The Weather Channel   |       |       |      |      |      |      |      |      |       |      |       |       |       |

## Népesség
A 2010-es népszámláláskor a városnak 1465 lakója, 640 háztartása és 390 családja volt. A népsűrűség 343,9 fő/km2. A lakóegységek száma 703, sűrűségük 165 db/km2. A lakosok 93,9%-a fehér, 0,6%-a afroamerikai, 1,8%-a indián, 0,5%-a ázsiai, 0,1%-a a Csendes-óceáni szigetekről származik, 0,5%-a egyéb, 2,6%-a pedig kettő vagy több etnikumú. A spanyol vagy latino származásúak aránya 5,8% (   )
A háztartások 28,6%-ában élt 18 évnél fiatalabb. 41,3% házas, 15,9% egyedülálló nő, 3,8% egyedülálló férfi, 39,1% pedig nem család. 33,4% egyedül élt; 12,8%-uk 65 éves vagy idősebb. Egy háztartásban átlagosan 2,25 személy élt; a családok átlagmérete 2,86 fő.
A medián életkor 42,1 év volt. A város lakóinak 23%-a 18 évesnél fiatalabb, 6,6% 18 és 24 év közötti, 24,5%-uk 25 és 44 év közötti, 30,6%-uk 45 és 64 év közötti, 15,3%-uk pedig 65 éves vagy idősebb. A lakosok 47,1%-a férfi, 52,9%-a pedig nő.

## Fordítás
- Ez a szócikk részben vagy egészben  a   Stevenson, Washington című angol Wikipédia-szócikk fordításán alapul.  Az eredeti cikk szerkesztőit annak laptörténete sorolja fel. Ez a jelzés csupán a megfogalmazás eredetét és a szerzői jogokat jelzi, nem szolgál a cikkben szereplő információk forrásmegjelöléseként.